# Distrito electoral de Champion-Lama
Champion-Lamar (en inglés: Champion-Lamar Precinct) es un distrito electoral ubicado en el condado de Chase en el estado estadounidense de Nebraska. En el Censo de 2010 tenía una población de 521 habitantes y una densidad poblacional de 0,63 personas por km².

## Geografía
Champion-Lamar se encuentra ubicado en las coordenadas 40°28′55″N 101°53′55″O / 40.48194, -101.89861. Según la Oficina del Censo de los Estados Unidos, Champion-Lamar tiene una superficie total de 828.94 km², de la cual 827.9 km² corresponden a tierra firme y (0.12%) 1.03 km² es agua.

## Demografía
Según el censo de 2010, había 521 personas residiendo en Champion-Lamar. La densidad de población era de 0,63 hab./km². De los 521 habitantes, Champion-Lamar estaba compuesto por el 96.55% blancos, el 0.19% eran afroamericanos, el 0.19% eran amerindios, el 2.69% eran de otras razas y el 0.38% pertenecían a dos o más razas. Del total de la población el 5.37% eran hispanos o latinos de cualquier raza.